# Krigsskolen
La Krigsskolen est l'académie militaire de Norvège. Elle forme les officiers de l'armée norvégienne et sert de garde royale au roi. L'académie a été fondée en 1750 et est située dans le quartier Linderud (en) à Oslo.